# Pheng Xat Lao

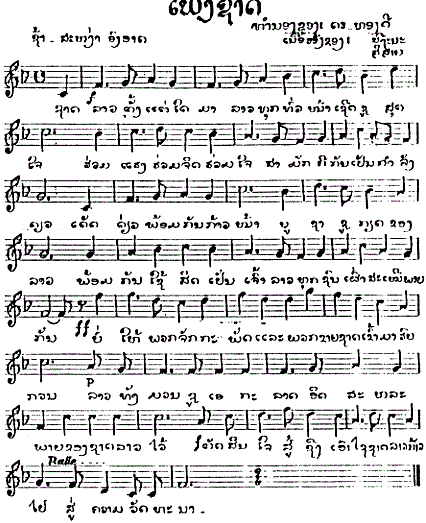
Partituur

 Pheng Xat Lao  was het volkslied van het Aziatische Laos.
Het is gemaakt door Thongdy Sounthonevichit (1905-1968) in 1941 en werd in 1947 het volkslied van Laos. De originele teksten werden vervangen toen de Democratische Volksrepubliek Laos in 1975 werd opgericht.

## Lao
Xatlao tangtae daima lao thookthuana xeutxoo sootchai,
Huamhaeng huamchit huamchai samakkhikan pen kamlang diao.
Detdiao phomkan kaona booxa xukiat khong lao,
Songseum xaysit pen chao lao thook xonphao sameu pabkan.
Bo hai phuak chackkaphat lae phuak khayxat khaomalob kuan,
Lao thangmuan xoo ekkalat itsalaphab khong xatlao wai,
Tatsin chai soo xing ao xai Xatlao kaopai soo khuam vatthana.
ຊາດລາວຕັ້ງແຕ່ໃດມາ ລາວທຸກຖ້ວນຫນ້າເຊີດຊູສຸດໃຈ
ຮ່ວມແຮງຮ່ວມຈິດຮ່ວມໃຈ ສາມັກຄີກັນເປັນກຳລັງດຽວ
ເດັດດ່ຽວພ້ອມກັນກ້າວຫນ້າ ບູຊາຊູກຽດຂອງລາວ
ສົ່ງເສີມໃຊ້ສິດເປັນເຈົ້າ ລາວທຸກຊົນເຜົ່າສະເໝີພາບກັນ
ບໍ່ໃຫ້ຝູງຈັກກະພັດ ແລະພວກຂາຍຊາດເຂົ້າມາລົບກວນ
ລາວທັງມວນຊູເອກະລາດ ອິດສະລະພາບຂອງຊາດລາວໄວ້
ຕັດສິນໃຈສູ້ຊິງເອົາໄຊ ພາຊາດກ້າວໄປສູ່ຄວາມວັດທະນາ

## Vertaling
Immer hebben de Laotianen hun vaderland verheerlijkt
Als een in hart, geest en kracht.
Resoluut voortwaarts gaans,
de waardigheid van de Lao mensen respecterend en vergrotend
En het recht om hun eigen meester te zijn afkondigend
Ongeacht hun afkomst alle Lao mensen zijn gelijk
En zullen imperialisten en verraders niet meer toestaan hen te schaden
Iedereen zal de onafhankelijkheid beschermen
en de vrijheid van de natie Lao.
Ze zijn bereid te vechten voor de overwinning
Om de natie tot welvaart te leiden.
Onafhankelijke staten: Afghanistan · Armenië · Azerbeidzjan · Bahrein · Bangladesh · Bhutan · Brunei · Cambodja · China · Cyprus · Filipijnen · Georgië · India · Indonesië · Irak · Iran · Israël · Japan · Jemen · Jordanië · Kazachstan · Kirgizië · Koeweit · Laos · Libanon · Maldiven · Maleisië · Mongolië · Myanmar · Nepal · Noord-Korea · Oezbekistan · Oman · Oost-Timor · Pakistan · Qatar · Rusland · Saoedi-Arabië · Singapore · Sri Lanka · Syrië · Tadzjikistan · Thailand · Turkije · Turkmenistan · Verenigde Arabische Emiraten · Vietnam · Zuid-Korea
Niet algemeen erkende landen: Abchazië · Nagorno-Karabach · Palestina · Taiwan · Turkse Republiek Noord-Cyprus · Zuid-Ossetië